# 密花姜花
密花姜花（学名：Hedychium densiflorum）为姜科姜花属下的一个种。
密花姜花一般生长于山坡林下。植株茎高1-1.2米，叶片呈长圆状披针形，花淡黄色。分布地区包括中国西藏、尼泊尔等地。

## 扩展阅读
- 維基物種上的相關：密花姜花